# 孫達爾甘傑烏帕齊拉
孫達爾甘傑乌帕齐拉是孟加拉国戈伊班達縣的一个乌帕齐拉，位於朗布爾专区的戈伊班達縣。。

## 人口
據1991年孟加拉國人口普查，孫達爾甘傑共有戶數70,165戶，人口360676人。其中男性佔比50.17%，女性佔比49.83%；成年人口166,753人。該地7歲以上人口之平均識字率為24.1%，低於全國平均值（32.4%）。